# Tillandsia rauhii
Tillandsia rauhii är en gräsväxtart som beskrevs av Lyman Bradford Smith. Tillandsia rauhii ingår i släktet Tillandsia och familjen Bromeliaceae.

## Underarter
Arten delas in i följande underarter:
- T. r. longispica
- T. r. rauhii

## Bildgalleri

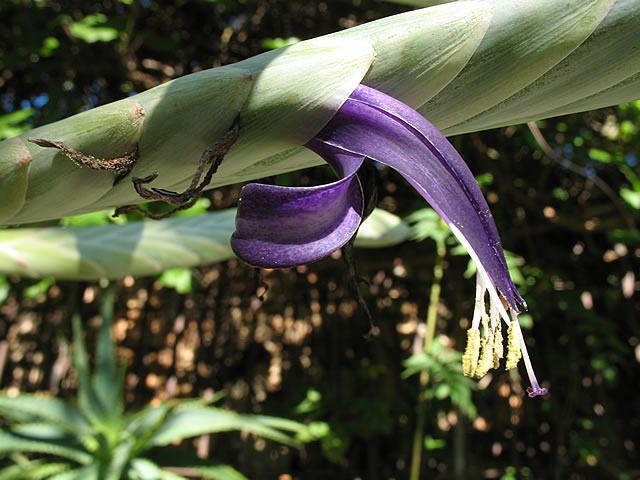
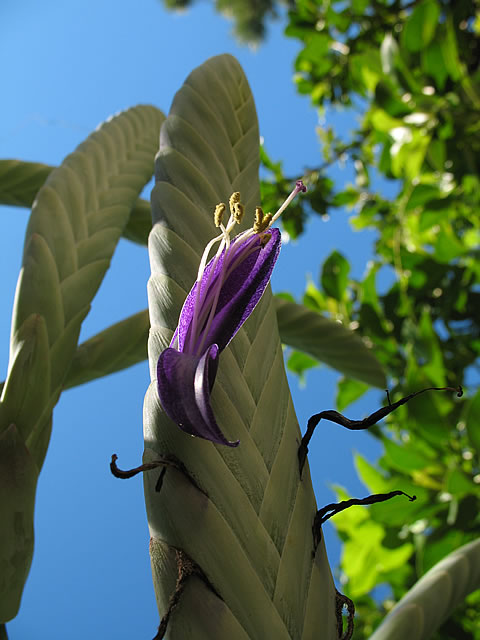
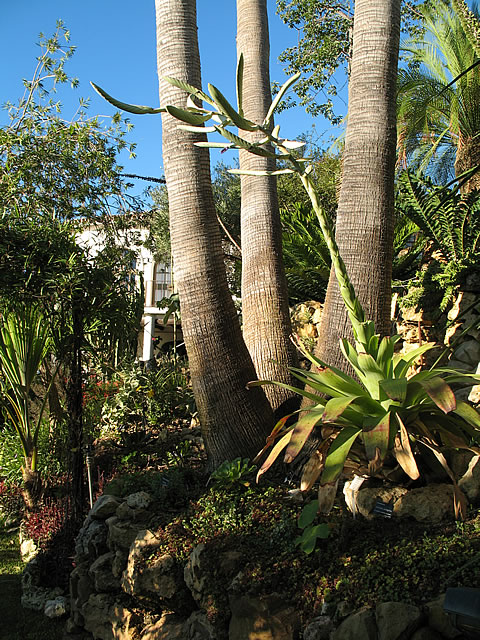